# Май Хак-де
Май Хак-де (вьет. Mai Hắc Đế, тьы-ном 梅黑帝), личное имя Май Тхук Лоан (Mai Thúc Loan, 梅叔鸞) или Май Хюэн Тхань (вьет. Mai Huyền Thành, тьы-ном 梅玄成) — вьет, возглавивший крупное восстание против правления китайской династии Тан в 722 году в провинциях Хоан и Ай (ныне Тханьхоа и Нгеан). Был коронован под именем «Чёрный император Май» (Май Хак-де).

## Биография
По сведениям, приведённым во Вьетнамском энциклопедическом словаре, дата рождения Май Тхук Лоана не известна, однако местом его рождения названа деревня Майфу (Mai Phụ), расположенная в Хатини. Он был бедняком-разнорабочим, а в округе слыл силачом.
В 722 году Май Тхук Лоан убедил вьетов-носильщиков восстать против правления династии Тан. К его армии присоединились люди Хоана и Ай, а в лесистых горах Шанам—Жудун у реки Ка в его войско вступили тямы и жители Ченлы; вместе они заняли обе восставшие провинции. Затем Май Тхук Лоан взял столицу Тонгбинь (Tống Bình, ныне Ханой), вынудив китайского правителя области (кит. 太守) Гуан Со Гэ бежать в Китай. Май Тхук Лоан был коронован как император Май Хак-де. Он решил перенести столицу в крепость Ванан (Vạn An). Одобренное высочайшим повелением всеобщее зерцало вьетской истории указывает, что прозвище «Чёрный» Май Тхук Лоан получил за очень тёмный цвет кожи. Танский двор направил для подавления восстания генерала Ян Сысюя (кит. трад. 楊思勗, упр. 杨思勗) и 100-тысячное войско. Китайцы разбили вьетов, часть повстанцев укрылась в непроходимых лесах.
В старых вьетнамских источниках приводится мало сведений об этом восстании, к примеру, у Нго Ши Лиена в Полном собрании исторических записок Дайвьета указано, что в 722 году Май Тхук Лоан, коронованный как Чёрный император, вместе с союзниками из Тямпы и Ченлы повёл объединённую 30-тысячную армию, но был быстро разбит танскими солдатами:

Nhâm Tuất, (Đường Huyền Tông, Long Cơ, Khai Nguyên năm thứ 10). Tướng giặc là Mai Thúc Loan chiếm giữ châu, xưng là Hắc Đế, bên ngoài liên kết với người Lâm Ấp, Chân Lạp, số quân nói là 30 vạn. Vua Đường sai nội thị tả giám môn vệ tướng quân là Dương Tư Húc và Đô hộ là Nguyên Sở Khách đánh dẹp yên được.
— Полное собрание исторических записок Дайвьета, том 5, глава Kỷ Thuộc Tùy Đường
«Одобренное высочайшим повелением всеобщее зерцало вьетской истории» сообщает о 40-тысячной армии вьетов, однако составители данного издания указывают на свои сомнения в такой оценке, считая, что она могла быть завышена танскими генералами, желавшими приукрасить свою победу. В этой историографии и в Полном собрании исторических записок Дайвьета Май Тхук Лоана называют повстанцем (giặc), но в книге Нго Тхи Ши «Đại Việt sử ký tiền biên», созданной в правление Тэйшонов, восстание удостоено хвалебного отзыва как соответствующее независимому вьетнамскому духу.
В XXI веке Май Тхук Лоан считается одним из ранних национальных героев, сделавших вклад в независимость страны}. На месте Ванана жители окрестных деревень воздвигли храм, чтобы поклоняться ему как императору (несмотря на то, что официально историографии его императором не называют).
Согласно легенде, у Май Тхук Лоана была дочь Май Тхи Кау (вьет. Mai Thị Cầu) и сын Май Ки Шон (Mai Kỳ Sơn), которые продолжили биться с Тан. В Хайфоне в их честь установлено святилище и проводится фестиваль. В Ханое в честь Май Тхук Лоана названа улица.
Правлению Май Хак-де посвящены следующие строки:
| Чтение куокнгы | Перевод на русский Д. Летягин |
| --- | --- |
| Hùng cứ châu Hoan đất một vùng, Vạn An thành lũy khói hương xông, Bốn phương Mai Đế lừng uy đức, Trăm trận Lý Đường phục võ công. Lam Thủy trăng in, tăm ngạc lặn, Hùng Sơn gió lặng, khói lang không. Đường đi cống vải từ đây dứt, Dân nước đời đời hưởng phúc chung. | Взяв тяу Хоан, он стал его хозяином. Как крепость Ванан источает ароматы благовоний, Так в четырех сторонах света прославляются доблести императора Мая. В сотнях славных боев с Танами им вершились многие подвиги. Теперь голубые волны лунного света освещают пенный след нырнувшей в глубину рыбы. Утих ветер в Хунгшоне, не поднимается к небу дым. Свободна дорога подношения дани. Люди в стране навечно обрели своё счастье. |